# Benkt Wangler
Benkt Wangler, född 9 februari 1942, är en svensk datavetare och professor emeritus i informationssystemutveckling vid Högskolan i Skövde. Han är före detta professor i data- och systemvetenskap vid Stockholms universitet och en av flera forskningsledare vid Svenska institutet för systemutveckling (SISU).  
Wangler disputerade i data- och systemvetenskap 1993 vid KTH med avhandlingen "Contributions to functional requirements modelling" Hans forskningsområde rör utveckling av system för informationsförsörjning i organisationer, på senare tid mest inom området vård och omsorg. Han är tillsammans med Magnus Boman, Janis Bubenko och Paul Johannesson medförfattare till läroboken Conceptual Modelling. Wangler är medredaktör till boken History of Nordic Computing 3.